# Aedes
Aedes — рід комарів, поширених у тропічній та субтропічній зонах на всіх континентах, за винятком  Антарктиди. Кілька видів цього роду переносять збудників небезпечних для людини хвороб, таких, як гарячка Західного Нілу та жовта гарячка, гарячка денге, дирофіляріоз, хвороба, яку спричинює вірус Зіка. У Полінезії, Aedes polynesiensis є векторами бругіозу, який спричинюють нематоди роду Brugia.
Назва походить від грец. Aedes, що означає неприємний, бридкий.

## Опис
Це маленькі чорні комарі з білими смужками на тілі і на колінах, але можуть мати й інші кольори.

## Спосіб життя
Рід Aedes є одним з небагатьох родів комарів, які використовує вологу підстилку для розвитку личинок. Розвиток ембріона залежить від багатьох факторів, особливо від температури водного середовища. Розвиток комарів проходить швидше при високих температурах. Оптимальна температура для Центральної Європи коливається від 20 до 28 ° С. Личинки не переносять висихання.

## Класифікація
Див. також Список видів роду Aedes.
Раніше рід включав 700 видів, але наразі більшості підродам надано статус самостійних родів.

## Поширення

### В Україні
За словами керівника Українського центру із контролю й моніторингу захворювань МОЗ України, в Україні є 53 види з роду Aedes, щоправда, можливість переносу ними вірусу Зіка потребує вивчення. За повідомленням Українського науково-дослідного протичумного інституту ім. І. І. Мечнікова МОЗ України, фауна України налічує 32 види кровосисних комарів роду Aedes, але види Aedes aegypti та Aedes albopictus — відсутні.